# Darby Lloyd Rains
Darby Lloyd Rains, född 20 november 1947, är en amerikansk porrskådespelare

## Filmografi (urval)
- 1974 - The Lady on the Couch
- 1975 - French Shampoo
- 1975 - SOS. Screw on the Screen
- 1977 – Molly - familjeflickan
- 1977 – Ta mej i dalen